# Amphoe Pluak Daeng
Amphoe Pluak Daeng (in Thai: อำเภอ ปลวกแดง) ist ein Landkreis (Amphoe – Verwaltungs-Distrikt) im Nordwesten der Provinz Rayong. Die Provinz Rayong liegt im Osten der Zentralregion von Thailand.

## Etymologie
Der Name des Distrikts stammt aus der Gründungszeit. Die Bewohner fanden hier einen Ameisenhügel voller ungewöhnlicher Roter Termiten (Thai: Pluak Daeng – ปลวกแดง).

## Geographie
Benachbarte Distrikte (von Westen im Uhrzeigersinn): die Amphoe Wang Chan, Ban Khai und Nikhom Patthana der Provinz Rayong und die Amphoe Bang Lamung, Si Racha und Nong Yai der Provinz Chonburi.
Die wichtigste Wasser-Ressource ist der Nong Pla Lai Stausee.

## Geschichte
Ursprünglich gehörte dieses Gebiet zum Amphoe Ban Khai. Pluak Daeng wurde 1970 als „Zweigkreis“ (King Amphoe)  eingerichtet, damals bestehend aus den beiden Tambon Ta Sit und Pluak Daeng.
Am 25. März 1979 bekam er den vollen Amphoe-Status.

## Verwaltung

### Provinzverwaltung
Der Landkreis Pluak Daeng ist in sechs Tambon („Unterbezirke“ oder „Gemeinden“) eingeteilt, die sich weiter in 34 Muban („Dörfer“) unterteilen.
| Nr. | Name          | Thai     | Muban | Einw.  |
| --- | ------------- | -------- | ----- | ------ |
| 01. | Pluak Daeng   | ปลวกแดง  | 06    | 17.400 |
| 02. | Ta Sit        | ตาสิทธิ์    | 04    | 07.622 |
| 03. | Lahan         | ละหาร    | 04    | 04.960 |
| 04. | Maenam Khu    | แม่น้ำคู้    | 07    | 09.541 |
| 05. | Map Yang Phon | มาบยางพร | 07    | 14.381 |
| 06. | Nong Rai      | หนองไร่   | 06    | 04.354 |

### Lokalverwaltung
Es gibt zwei Kommunen mit „Kleinstadt“-Status (Thesaban Tambon) im Landkreis:
- Chomphon Chao Phraya (Thai: เทศบาลตำบลจอมพลเจ้าพระยา) bestehend aus Teilen des Tambon Ta Sit.
- Ban Pluak Daeng (Thai: เทศบาลตำบลบ้านปลวกแดง) bestehend aus Teilen des Tambon Pluak Daeng.

Außerdem gibt es sechs „Tambon-Verwaltungsorganisationen“ (องค์การบริหารส่วนตำบล – Tambon Administrative Organizations, TAO)
- Pluak Daeng (Thai: องค์การบริหารส่วนตำบลปลวกแดง) bestehend aus Teilen des Tambon Pluak Daeng.
- Ta Sit (Thai: องค์การบริหารส่วนตำบลตาสิทธิ์) bestehend aus Teilen des Tambon Ta Sit.
- Lahan (Thai: องค์การบริหารส่วนตำบลละหาร) bestehend aus dem kompletten Tambon Lahan.
- Maenam Khu (Thai: องค์การบริหารส่วนตำบลแม่น้ำคู้) bestehend aus dem kompletten Tambon Maenam Khu.
- Map Yang Phon (Thai: องค์การบริหารส่วนตำบลมาบยางพร) bestehend aus dem kompletten Tambon Map Yang Phon.
- Nong Rai (Thai: องค์การบริหารส่วนตำบลหนองไร่) bestehend aus dem kompletten Tambon Nong Rai.